# Burgstall Bergheim
Der Burgstall Bergheim bezeichnet eine abgegangene mittelalterliche Höhenburg in der Wüstung Bergheim in dem Truppenübungsplatz Hohenfels bei der oberpfälzischen Gemeinde Hohenfels im Landkreis Neumarkt in der Oberpfalz. Er liegt auf einem von Südosten herlaufenden Bergrücken zu dem Zusammenfluss der Lauterach und der Vils.
Im Innenhof des Burgstalls wurde die zwischenzeitlich aufgegebene romanische Kirche St. Ägid errichtet. Die Kirchruine wurde 2010 in die Bayerische Denkmalliste (D-3-73-134-41) eingetragen, der Burgstall Bergheim ist als Bodendenkmal (D-3-6737-0117) anerkannt.

## Beschreibung
Auf dem Urkataster ist noch eine ovale Anlage erkennbar; deren Größe betrug an der Grabenaußenkante in ostwestlicher Richtung 130 m und in nordsüdlicher Richtung 100 m. Der einstige Wall ist großteils abgegraben und zu einem Feld verwandelt. Der noch erhaltene Graben ist 2–3 m tief und an der Westseite in den Fels eingehauen.

## Geschichte
Auf der Burg waren die Perkheimer ansässig, die im letzten Drittel des 12. Jahrhunderts mehrfach genannt wurden.